# Piquenique em Hanging Rock (romance)
Picnic at Hanging Rock é um romance de ficção histórica australiano de Joan Lindsay . O romance, ambientado em 1900, é sobre um grupo de alunas de um internato feminino australiano que desaparece em uma excursão para Hanging Rock durante um piquenique do Dia dos Namorados, e os efeitos que os desaparecimentos têm na escola e na comunidade local. O romance foi publicado pela primeira vez em 1967 na Austrália pela Cheshire Publishing e foi reimpresso pela Penguin em 1975. É amplamente considerado pelos críticos como um dos maiores romances australianos . Em 2022, foi incluído na lista " Big Jubilee Read " de 70 livros de autores da Commonwealth, selecionados para celebrar o Jubileu de Platina de Elizabeth II .

## Visão geral
Embora os eventos retratados no romance sejam inteiramente fictícios, ele é enquadrado como se fosse uma história real, corroborada por referências pseudo-históricas ambíguas. Sua conclusão não resolvida gerou análises públicas, críticas e acadêmicas significativas, e a narrativa tornou-se parte do folclore nacional da Austrália como resultado. Lindsay afirmou ter escrito o romance ao longo de quatro semanas em sua casa, Mulberry Hill, em Baxter, na península de Victoria 's Mornington, após ter sucessivos sonhos com os eventos narrados.
Um capítulo final extirpado do romance foi publicado postumamente como parte de um livro intitulado The Secret of Hanging Rock, que também incluía comentários críticos e teorias sobre o romance. Outro livro, intitulado The Murders at Hanging Rock, foi publicado em 1980, propondo várias outras interpretações. O romance foi adaptado para outras mídias, mais notoriamente no filme homônimo de 1975, bem recebido pela crítica, do diretor Peter Weir .

## Trama
O romance começa com um breve prefácio afirmando que se o romance "é fato ou ficção, meus leitores devem decidir por si mesmos" e implicando que os eventos ocorreram.
No Appleyard College, um internato particular para meninas de classe alta perto de Mount Macedon, Victoria, um piquenique está sendo planejado para os alunos sob a supervisão da Sra. Appleyard, a diretora da escola. O piquenique envolve uma viagem de um dia a Hanging Rock, no Dia de São Valentim de 1900. Uma das alunas, Sara, que está com problemas com a Sra. Appleyard, não tem permissão para ir. A amiga íntima de Sara, Miranda, vai sem ela. Quando chegam, as alunas relaxam e almoçam. Depois, Miranda vai escalar o monólito com as colegas Edith, Irma e Marion, apesar disso ser proibido. A professora de matemática das meninas, Greta McCraw, segue atrás delas separadamente. Miranda, Marion e Irma sobem ainda mais alto em um estado de transe enquanto Edith foge aterrorizada; ela volta ao piquenique histérica, desorientada e sem memória do ocorrido. A senhorita McCraw também não está em lugar nenhum, exceto por ser vista por Edith, que passou por ela subindo a rocha em roupas íntimas. A escola vasculha a rocha em busca das três meninas e de sua professora, mas elas não são encontradas.
Os desaparecimentos provocam muita preocupação local e sensação internacional com estupro, sequestro e assassinato sendo assumidos como explicações prováveis. Várias buscas organizadas nos locais de piquenique e na área ao redor da própria rocha não resultam em nada. Enquanto isso, os alunos, professores e funcionários da faculdade, bem como membros da comunidade, lidam com os eventos semelhantes a enigmas. Mike Fitzhubert, um inglês que estava fazendo um piquenique no local no mesmo dia, embarca em uma busca particular na rocha e descobre Irma, inconsciente e à beira da morte. Quando ele não consegue retornar de sua busca, ele é encontrado em um torpor inexplicável, sentado na rocha com Irma, por seu amigo Albert Crundall.
Pais preocupados começam a retirar suas filhas da prestigiosa esola, fazendo com que vários funcionários saiam; o faz-tudo e a empregada da faculdade largaram seus empregos, e a instrutora francesa, Mlle. Dianne de Poitiers, anuncia que vai se casar e deixar a faculdade também. Uma governanta da escola, Dora Lumley, também sai com seu irmão Reg, apenas para que ambos sejam mortos em um incêndio em um hotel. Em meio à agitação dentro e ao redor da faculdade, Sara desaparece, apenas para ser encontrada dias depois, aparentemente cometendo suicídio (seu corpo foi encontrado diretamente sob a torre da escola, com a cabeça "esmagada além do reconhecimento"). Sra. Appleyard, perturbada com os eventos que ocorreram, se mata pulando de um pico em Hanging Rock.
Em um posfácio pseudo-histórico supostamente extraído de um artigo de jornal de Melbourne de 1913, está escrito que tanto a escola quanto a Delegacia de Polícia de Woodend, onde os registros da investigação foram mantidos, foram destruídos por um incêndio florestal no verão de 1901. Em 1903, caçadores de coelhos encontraram um pedaço solitário de chita com babados na rocha, que se acredita ter feito parte do vestido da governanta, Srta. Greta McCraw, mas nem ela nem as meninas foram encontradas.

### Capítulo final extirpado
De acordo com sua editora Sandra Forbes, o rascunho original do romance de Lindsay incluía um capítulo final no qual o mistério foi resolvido. Por sugestão de seu editor, Lindsay o removeu antes da publicação. O Capítulo Dezoito, como é conhecido, foi publicado postumamente como um livro independente em 1987 como The Secret of Hanging Rock pela Angus & Robertson Publishing.
O capítulo começa com Edith fugindo de volta para a área de piquenique enquanto Miranda, Irma e Marion avançam. Cada menina começa a sentir tonturas e sentir como se estivesse "sendo puxada de dentro para fora". Uma mulher aparece de repente escalando a rocha em roupas íntimas, gritando "Através!", E depois desmaia. Esta mulher não é mencionada pelo nome e aparentemente é uma estranha para as meninas, mas a narração sugere que ela é a Srta. McCraw. Miranda afrouxa o espartilho da mulher para ajudar a reanimá-la. Em seguida, as meninas tiram os próprios espartilhos e os jogam do penhasco. A mulher recuperada aponta que os espartilhos parecem pairar no ar como se estivessem parados no tempo e que não projetam sombras. Ela e as meninas continuam juntas. As meninas então encontram o que é descrito como "um buraco no espaço", pelo qual entram fisicamente em uma rachadura na rocha seguindo um lagarto; a mulher sem nome se transforma em um caranguejo e desaparece na rocha. Marion a segue, depois Miranda, mas quando chega a vez de Irma, uma pedra equilibrada (a rocha suspensa) lentamente se inclina e bloqueia o caminho. O capítulo termina com Irma "rasgando e batendo no rosto arenoso da pedra com as próprias mãos".
O material faltante totaliza cerca de 12 páginas; o restante da publicação The Secret at Hanging Rock contém discussões de outros autores, incluindo John Taylor e Yvonne Rousseau. A suspensão dos espartilhos e a descrição do buraco no espaço sugerem que as meninas encontraram algum tipo de distorção do tempo, o que é compatível com o fascínio de Lindsay e a ênfase nos relógios e no tempo no romance.

## Concepção

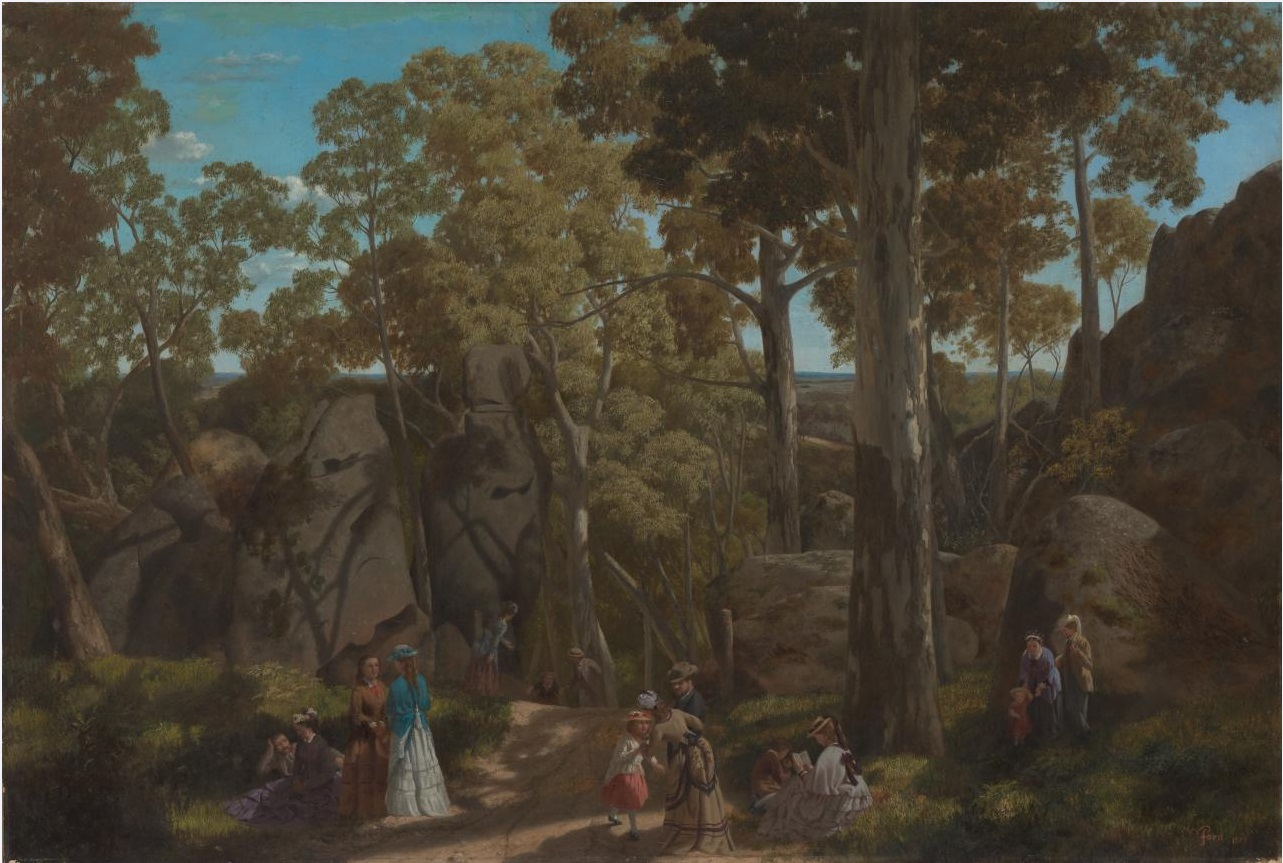
At the Hanging Rock, de William Ford (1875), foi a base do título do romance; além de escrever, Lindsay também era pintora profissional e influenciada pelas artes visuais.

Lindsay afirmou ter escrito o romance com base em uma ideia que teve em um sonho. Em um artigo de 2017 no The Age, observou-se: "O sonho se concentrou em um piquenique de verão em um lugar chamado Hanging Rock, que Joan conhecia bem desde as férias de sua infância. Joan disse a Rae [sua governanta] que o sonho parecia tão real que, quando ela acordou às 7h30, ela ainda podia sentir a brisa quente do verão soprando entre os eucaliptos e ainda podia ouvir as risadas e conversas das pessoas que ela conhecia. ' tinha imaginado, e sua alegria e leveza de espírito quando partiram em sua alegre expedição de piquenique."
Segundo sua governanta na época, os acontecimentos do romance foram sonhados por Lindsay  por vários dias. Vários anos após a publicação do romance, Lindsay contaria a experiência de escrevê-lo como tal: " Picnic at Hanging Rock foi realmente uma experiência de escrever, porque eu era simplesmente impossível quando o escrevi. Eu meio que pensei nisso a noite toda e de manhã eu ia direto e sentava no chão, com papéis ao meu redor, e apenas escrevia como um demônio!"
O romance foi escrito em um total de duas semanas na casa de Lindsay em Mulberry Hill. Ao pensar em um título, Lindsay relembrou a pintura At the Hanging Rock de William Ford, que estava pendurada no escritório de seu marido Daryl na National Gallery of Victoria, e optou por incorporá-la ao título como era " simples e bonito, e desmentia os horrores escondidos dentro." Em uma entrevista após a morte de Lindsay, o acadêmico Terrence O'Neill, que havia feito amizade com Lindsay, comentou os elementos sobrenaturais do romance: "Estava claro que [Joan] estava interessada no Espiritismo e ansiava por alguma dimensão espiritual em sua vida, mas ela não se sentia segura em expor esse lado dela na frente do marido. Então eu acho que ela canalizou isso em sua escrita. Eu sei que ela estava muito interessada em Arthur Conan Doyle e sua crença e teorias sobre o Espiritismo, a natureza e a existência dos espíritos."
A novela foi importada para venda nos Estados Unidos, e receberia sua primeira publicação lá foi em 2014 pela Penguin Random House . No Reino Unido, o romance foi impresso em várias edições pela Vintage, em 1998 e 2013.

## Base na realidade
Did I think the story was true? We did talk about this. But the truth for Joan was different to the rest of us. She was never straightforward about it. I think I decided in the end that it was a great work of the imagination. I see it as a book of place; a painterly book that captures the atmosphere of the Australian bush.

Sandra Forbes, editor, on the novel's truth claim
Picnic at Hanging Rock é escrito na forma de uma história verdadeira, e ainda começa e termina com um prólogo e epílogo pseudo-históricos, reforçando o mistério que gerou significativo interesse crítico e público desde sua publicação em 1967.  No entanto, embora a formação geológica, Hanging Rock (Victoria), e as várias cidades mencionadas sejam lugares reais perto do Monte Macedon, a história em si é totalmente fictícia.   Lindsay fez pouco para dissipar o mito de que a história é baseada na verdade, em muitas entrevistas recusando-se a confirmar que era inteiramente ficção, ou insinuando que partes do livro eram fictícias e que outras não eram. As datas mencionadas no romance não correspondem a datas reais do calendário de 1900. Por exemplo, o Dia dos Namorados, 14 de fevereiro de 1900, ocorreu em uma quarta-feira, não em um sábado; da mesma forma, o domingo de Páscoa caiu em 15 de abril de 1900, não em 29 de março.
O Appleyard College foi, até certo ponto, baseado na Clyde Girls 'Grammar School em St Kilda East, Victoria, que Joan Lindsay frequentou quando era adolescente. Aliás, em 1919 esta escola foi transferida para a cidade de Woodend, Victoria, cerca de 8 km a sudoeste de Hanging Rock. O local fictício da escola foi descrito no livro como tendo uma visão leste do Monte Macedônia na Bendigo Road. Isso colocaria aproximadamente 3,6 mi. (5,8 km) ao sul de Woodend. A viagem total para Hanging Rock foi de cerca de 7,5 mi. (12 km. ).

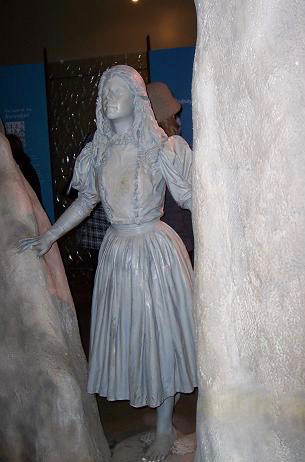
Estátua da personagem fictícia Miranda no centro de visitantes de Hanging Rock.

Quando perguntada em uma entrevista de 1974 sobre se o romance era ou não baseado na verdade, Lindsay respondeu: "Bem, foi escrito como um mistério e continua sendo um mistério. Se você pode tirar suas próprias conclusões, tudo bem, mas não acho que isso importe. Escrevi aquele livro como uma espécie de atmosfera de um lugar, e foi como jogar uma pedra na água. Eu senti essa história, se é que você pode chamá-la de história - que o que aconteceu no Dia de São Valentim continuou se espalhando, sem parar, em círculos." O mistério não resolvido dos desaparecimentos no romance despertou tanto interesse público duradouro que em 1980 foi publicado um livro de soluções hipotéticas (de Yvonne Rousseau), chamado The Murders at Hanging Rock .

## Publicação
O romance foi publicado pela primeira vez em 1º de novembro de 1967 por FW Cheshire, Melbourne, sob a égide de Andrew Fabinyi, com um aclamado design de capa "de sonho" de Alison Forbes. Foi reimpresso em brochura pela divisão australiana da Penguin Books em 1975, impresso em conjunto com o lançamento da adaptação para o cinema, e com a capa do filme.

## Análise crítica
Grande parte do interesse crítico e acadêmico no romance centrou-se em sua misteriosa conclusão, bem como em sua representação do ambiente natural da Austrália em contraste com a população vitoriana da colônia britânica estabelecida em 1851.  Em 1987, o estudioso de literatura Donald Bartlett fez comparações entre o tratamento dado por Lindsay à rocha e o das fictícias Cavernas de Marabar em A Passage to India, de EM Forster, que foi interpretado como uma metáfora para Pan, o deus grego da selva: "Há mais, claro, para A Passage to India do que motivos Pan, por exemplo símbolos como a cobra, a vespa e o verme imortal, para não mencionar o vasto panorama das religiões da Índia. Mas acredito que é provável que Joan Lindsay conscientemente tenha emprestado os elementos [de A Passage to India ]." 
A estudiosa literária Kathleen Steele argumenta em seu ensaio "Fear and Loathing in the Australian Bush: Gothic Landscapes in Bush Studies and Picnic at Hanging Rock " que o tratamento dado pelo romance à paisagem e seus personagens ausentes reflete a história nacional da Austrália e a relação entre a rocha e a população aborígine: "O silêncio em torno dos aborígines e a maneira pela qual os europeus enfatizaram 'diferença e descontinuidade geográfica, histórica e cultural', mas negaram aos aborígines a presença ou a história, criaram uma consciência gótica de 'algo profundamente incognoscível e aterrorizante no paisagem australiana.'" . . . "Lindsay provoca uma reflexão sobre a compreensão da Austrália como uma terra despovoada onde nada de importante ocorreu até que os britânicos lhe deram uma história." 

## Adaptações

### Filme
Os direitos de filmagem foram concedidos a Peter Weir para a adaptação do fime em longa-metragem.
A versão cinematográfica de Picnic at Hanging Rock estreou no Hindley Cinema Complex em Adelaide em 8 de agosto de 1975. Tornou-se um dos primeiros filmes da New Wave australiana e é sem dúvida o primeiro filme de sucesso internacional da Austrália.

### Minissérie
Em 6 de setembro de 2016, foi anunciado que a Fremantle Media e a emissora de TV paga Foxtel estavam produzindo uma minissérie em seis partes, a ser transmitida em 2017. A minissérie estreou no Amazon Prime streaming em 25 de maio de 2018.